# Supercopa de España 2004
La Supercopa de España 2004 è stata la ventunesima edizione della Supercoppa di Spagna.
Si è svolta nell'agosto 2004 in gara di andata e ritorno tra il Valencia, vincitore della Primera División 2003-2004, e il Real Saragozza, vincitore della Coppa del Re 2003-2004.
A conquistare il titolo è stato il Real Saragozza che ha perso la gara di andata a Saragozza per 1-0 e ha vinto quella di ritorno a Valencia per 3-1.

## Partecipanti
| Squadre        | Qualificazione                             | Partecipazioni precedenti (il grassetto indica la vittoria) |
| -------------- | ------------------------------------------ | ----------------------------------------------------------- |
| Valencia       | Vincitore della Primera División 2003-2004 | 2 (1999, 2002)                                              |
| Real Saragozza | Vincitore della Coppa del Re 2003-2004     | 2 (1994, 2001)                                              |

## Tabellini

### Andata
| Arbitro: | Rodríguez Santiago |

|  |           |             |
|  | Marcatori | 61’ Vicente |

| Real Saragozza | Valencia |

| Real Saragozza: |    |                          |     |     |
|                 |    |                          |     |     |
| P               | 13 | Luís García              |     |     |
| D               | 4  | Luis Carlos Cuartero (c) | 60’ |     |
| D               | 5  | Álvaro                   | 77’ |     |
| D               | 6  | Gabriel Milito           | 4’  |     |
| D               | 12 | Delio Toledo             |     |     |
| C               | 17 | José María Movilla       |     | 78’ |
| C               | 26 | Alberto Zapater          |     |     |
| C               | 7  | Luciano Galletti         |     | 78’ |
| C               | 10 | Sávio                    |     |     |
| A               | 9  | David Villa              |     |     |
| A               | 19 | Javi Moreno              | 20’ | 66’ |
| A disposizione: |    |                          |     |     |
| D               | 24 | César Jiménez            |     |     |
| C               | 8  | Cani                     |     | 78’ |
| C               | 20 | David Generelo           |     | 78’ |
| C               | 23 | Fernando Soriano         |     |     |
| A               | 18 | Goran Drulić             | 85’ | 66’ |
| Allenatore:     |    |                          |     |     |
| Víctor Muñoz    |    |                          |     |     |

| Valencia:       |    |                     |     |     |
|                 |    |                     |     |     |
| P               | 1  | Santiago Cañizares  |     |     |
| D               | 23 | Curro Torres        | 31’ |     |
| D               | 2  | Mauricio Pellegrino |     |     |
| D               | 17 | David Navarro       |     |     |
| D               | 15 | Amedeo Carboni      |     |     |
| C               | 8  | Rubén Baraja        |     |     |
| C               | 6  | David Albelda (c)   |     |     |
| C               | 19 | Francisco Rufete    |     | 87’ |
| C               | 14 | Vicente             | 62’ | 84’ |
| A               | 10 | Miguel Ángel Angulo |     |     |
| A               | 11 | Marco Di Vaio       |     | 68’ |
| A disposizione: |    |                     |     |     |
| D               | 12 | Marco Caneira       |     |     |
| C               | 7  | Stefano Fiore       |     | 87’ |
| A               | 9  | Bernardo Corradi    |     | 84’ |
| A               | 18 | Xisco               |     |     |
| A               | 20 | Mista               |     | 68’ |
| Allenatore:     |    |                     |     |     |
| Claudio Ranieri |    |                     |     |     |

### Ritorno
| Arbitro: | Megía Dávila |

|             |           |                                         |
| Corradi 54’ | Marcatori | 12’ Álvaro 34’ Galletti 83’ Javi Moreno |

| Valencia | Real Saragozza |

| Valencia:       |    |                       |     |     |
|                 |    |                       |     |     |
| P               | 1  | Santiago Cañizares    |     |     |
| D               | 12 | Marco Caneira         |     |     |
| D               | 2  | Mauricio Pellegrino   | 61’ |     |
| D               | 17 | David Navarro         | 44’ |     |
| D               | 15 | Amedeo Carboni        |     |     |
| C               | 8  | Rubén Baraja          |     | 45’ |
| C               | 6  | David Albelda (c)     |     |     |
| C               | 19 | Francisco Rufete      |     | 45’ |
| A               | 20 | Mista                 |     |     |
| C               | 7  | Stefano Fiore         |     |     |
| A               | 9  | Bernardo Corradi      |     | 65’ |
| A disposizione: |    |                       |     |     |
| P               | 13 | Andrés Palop          |     |     |
| D               | 23 | Curro Torres          |     |     |
| C               | 21 | Pablo Aimar           |     | 45’ |
| C               | 22 | Gonzalo de los Santos |     |     |
| A               | 10 | Miguel Ángel Angulo   | 61’ | 45’ |
| A               | 11 | Marco Di Vaio         |     |     |
| A               | 18 | Xisco                 |     | 65’ |
| Allenatore:     |    |                       |     |     |
| Claudio Ranieri |    |                       |     |     |

| Real Saragozza: |    |                          |     |     |
|                 |    |                          |     |     |
| P               | 13 | Luís García              |     |     |
| D               | 4  | Luis Carlos Cuartero (c) |     |     |
| D               | 5  | Álvaro                   |     |     |
| D               | 6  | Gabriel Milito           |     |     |
| D               | 12 | Delio Toledo             | 19’ |     |
| C               | 17 | José María Movilla       |     |     |
| C               | 26 | Alberto Zapater          | 53’ | 59’ |
| C               | 7  | Luciano Galletti         |     | 68’ |
| C               | 10 | Sávio                    |     |     |
| A               | 9  | David Villa              |     | 56’ |
| A               | 19 | Javi Moreno              |     |     |
| A disposizione: |    |                          |     |     |
| P               | 30 | Jorge Zaparaín           |     |     |
| D               | 3  | Agustín Aranzábal        |     |     |
| D               | 24 | César Jiménez            |     |     |
| C               | 8  | Cani                     |     | 56’ |
| C               | 20 | David Generelo           |     | 59’ |
| C               | 23 | Fernando Soriano         |     | 68’ |
| A               | 18 | Goran Drulić             |     |     |
| Allenatore:     |    |                          |     |     |
| Víctor Muñoz    |    |                          |     |     |